# Shannon Rempelová
Shannon Rempelová (* 26. listopadu 1984 Winnipeg, Manitoba) je kanadská rychlobruslařka.
Na Mistrovství světa juniorů startovala poprvé v roce 2000 (9. místo), o rok později již byla čtvrtá, roku 2003 šampionát vyhrála a v roce 2004 získala bronzovou medaili ve víceboji i ve stíhacím závodě družstev. Do Světového poháru (SP) poprvé nastoupila v roce 2001, na seniorských mistrovstvích světa debutovala v roce 2003. Na Zimních olympijských hrách 2006 získala stříbrnou medaili v závodě družstev, v individuálních startech byla nejlépe šestnáctá na trati 500 m. Zlatou medaili ze stíhacího závodu pomohla vybojovat kanadskému týmu na Mistrovství světa na jednotlivých tratích 2007, v sezóně 2006/2007 byla rovněž druhá v celkovém pořadí SP v závodech na 1000 m, následující sezónu byla třetí. Podílela se na vítězství kanadského týmu ve stíhacích závodech družstev v celkovém hodnocení SP 2007/2008, roku 2008 též dosáhla nejlepšího výsledku na Mistrovství světa ve sprintu, kde byla sedmá. Startovala i na zimní olympiádě 2010, umístila se na 24. (1000 m) a 27. místě (500 m).